# Isola Asinelli
L'isola Asinelli è un'isola dell'Italia sita nel mar Tirreno, in Sicilia.
Situata di fronte alla frazione balneare di Pizzolungo, amministrativamente appartiene a Erice, comune italiano della provincia di Trapani.
Bombardata più volte durante la seconda guerra mondiale, perché scambiata con un sommergibile dall'aviazione alleata (da cui il soprannome di "isola sommergibile").
La sua denominazione è attribuibile alla caratteristica delle scogliere: le rocce appuntite, infatti, simili alle "lesine" utilizzate dai calzolai, venivano chiamate dagli antichi pescatori "lesinedde" (in italiano, lesinelle). 
Da qui, pertanto, il nome di "Isola Lesinelle" (isula lesineddi) tramutato, poi, nel contemporaneo "Asinelli".
Nel V libro dell'Eneide Virgilio così descrisse Asinelli: "V'è lontano nel mare uno scoglio di fronte alle rive schiumose, che spesso sommerso i gonfi flutti percuotono, quando il maestrale d'inverno nasconde le stelle; nella bonaccia tace, e si erge sull'onda immota, superficie e dimora gratissima agli smerghi amanti del sole".
L'isola dista dalla costa di Pizzolungo circa un miglio nautico; sulla sua superficie è presente un vecchio fanale ed un traliccio segnalatore alimentato da pannelli solari per la regolazione del traffico marittimo.